# Станція Фрутвейл (фільм)
«Станція Фрутвейл» (англ. Fruitvale Station) — американський художній фільм 2013 року зроблений на основі реальних подій. Прем'єра фільму відбулася 19 січня 2013 року на кінофестивалі «Санденс» і була дебютною роботою режисера Раєна Куглера. На кінофестивалях фільм здобув 39 нагород.

## Сюжет
У фільмі розповідається про реальну людину — 22-річного Оскара Ґранта (Майкл Б. Джордан) і прожитий ним день, 31 грудня 2008 року, від ранку до випадку на станції метро «Фрутвейл» у Сан-Франциско. Оскар мешкає з співжителькою Софіною (Мелоні Діас) і їхньою чотирирічною дочкою, яку він дуже любить. Імпульсивний характер та неорганізованість створюють Оскарові немало неприємностей, але він має твердий намір виправитися і знайти роботу.

## Ролі виконують

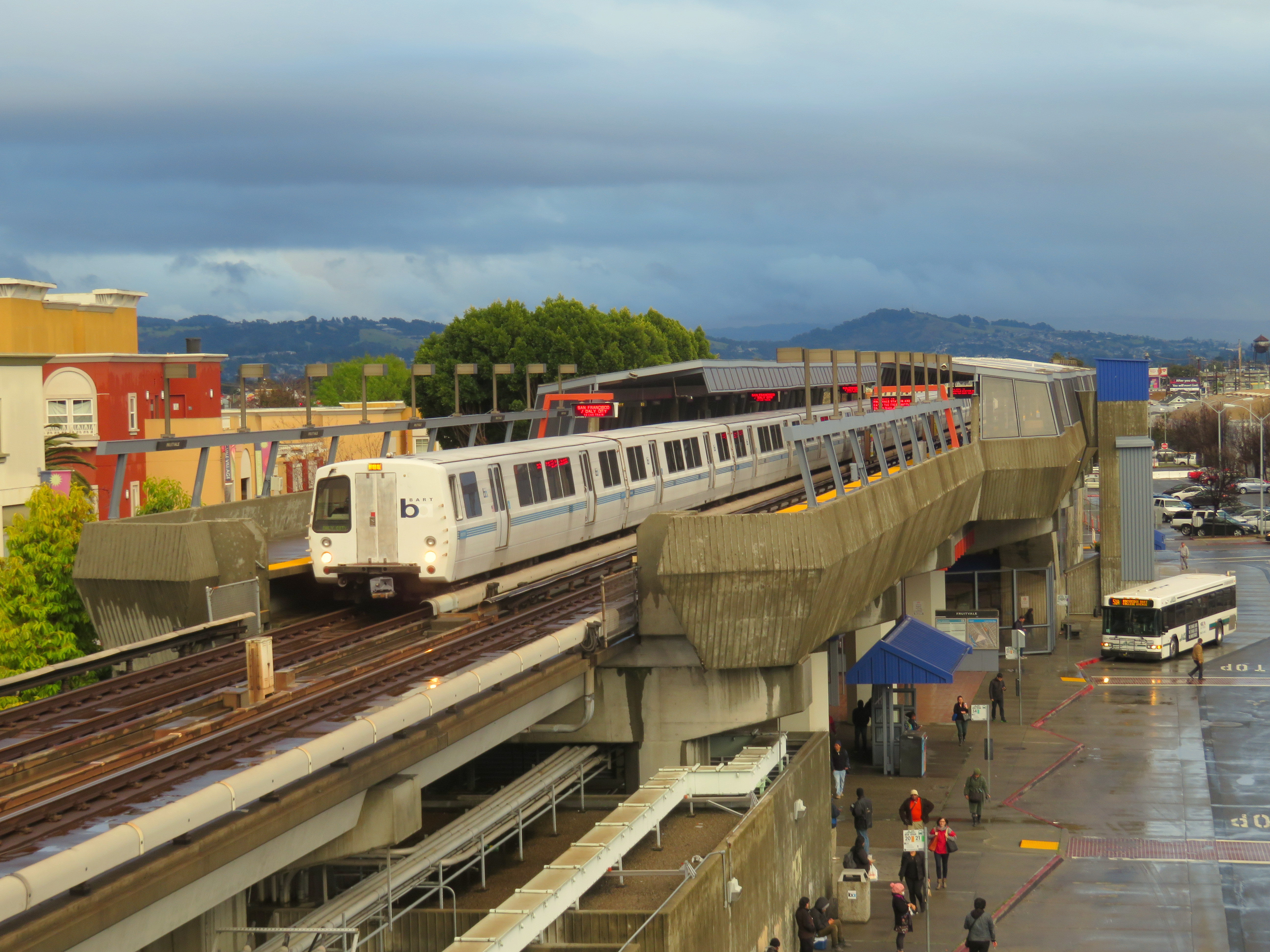
Станція Фрутвейл. 2018

- Майкл Б. Джордан — Оскар Ґрант
- Мелоні Діас — Софіна Меса
- Кевін Дюранд —  поліцейський Карузо
- Чед Майкл Мюррей — поліцейський Інгрем
- Анна О'Райлі[en] — Кейті
- Октавія Спенсер — Ванда Джонсон
- Крістіна Елмор[en] — Ашай
- Мелоні Діаз — Софіна

## Нагороди
- 2013 Нагорода «Особливий погляд» Каннського кінофестивалю (Франція):
  - премія майбутнього[fr] — Раєн Куглер[en]
- 2013 Премія Національної ради кінокритиків США:
  - за найкращу жіночу роль другого плану[en] — Октавія Спенсер
  - за значні акторські досягнення[en] — Майкл Б. Джордан
  - за найкращий режисерський дебют (Best Directorial Debut) — Раєн Куглер
  - 10-ка найкращих фільмів[en] — N 3.
- 2013 Премія Товариства кінокритиків Нью-Йорка (NYFCC):
  - за найкращий перший фільм — Раєн Куглер
- 2013 Премія «Супутник»: (Satellite Awards)
  - за досягнення в реалізації ролі — Майкл Б. Джордан
- 2013 Нагорода Фестивалю американського кіно в Довілі[en]:
  - приз глядацьких симпатій — Раєн Куглер
  - премія Одкровення — Раєн Куглер
- 2014 Нагорода Кінофестивалю чорних у Акапулько[en]:
  - Голлівудська премія за акторські досягнення року (Breakthrough Performance of the Year) — Майкл Б. Джордан
- 2014 Премія Американського інституту кіномистецтва (2014):
  - за фільм року